# Too Big to Fail : Débâcle à Wall Street
Pour les articles homonymes, voir Too big to fail (homonymie).
Pour plus de détails, voir Fiche technique et Distribution.
Too Big to Fail : Débâcle à Wall Street (Too Big to Fail) est un téléfilm dramatique américain réalisé par Curtis Hanson et diffusé pour la première fois en 2011. Il est adapté du livre du même nom d'Andrew Ross Sorkin. L'intrigue revient sur la crise financière mondiale de 2007-2008 en se focalisant sur Henry Paulson et Ben Bernanke.

## Synopsis
En 2008, l'économie américaine est secouée par la crise des subprimes. Le monde vacille. Henry Paulson, nommé par George W. Bush au poste de secrétaire au Trésor, est chargé d'élaborer un plan pour sauver les banques de la faillite. Les sommes mises en jeu, quelque 700 milliards de dollars, représentent le plus gros investissement jamais programmé pour éviter un « big crash ». Henry Paulson devient ainsi l'une des personnalités les plus importantes de la planète, tout comme Ben Bernanke, président de la Réserve fédérale.

## Fiche technique
Sauf indication contraire, les informations mentionnées dans cette section peuvent être confirmées par la base de données cinématographiques IMDb,  présente dans la section « Liens externes ».
- Titre original : Too Big to Fail
- Titre français : Too Big to Fail : Débâcle à Wall Street
- Titre québécois : Débâcle à Wall Street
- Réalisation : Curtis Hanson
- Scénario : Peter Gould, d'après le livre non fictionnel Too Big to Fail d'Andrew Ross Sorkin
- Musique : Marcelo Zarvos
- Décors : Bob Shaw
- Costumes : Melissa Toth
- Photographie : Kramer Morgenthau
- Montage : Plummy Tucker et Barbara Tulliver
- Production : Ezra Swerdlow

Coproducteurs : Peter Gould et Andrew Ross Sorkin
Producteurs délégués : Carol Fenelon, Curtis Hanson, Jeff Levine et Paula Weinstein
- Sociétés de production : Deuce Three Productions, HBO Films, HBO et Spring Creek Productions
- Pays de production :  États-Unis
- Langue originale : anglais
- Format : couleur
- Genre : drame, biographique, historique
- Durée : 99 minutes
- Dates de sortie[1] :
  - États-Unis : 23 mai 2011
  - France : 6 septembre 2011 (festival du cinéma américain de Deauville)
  - France : 15 juillet 2018 (sur OCS)
- Classification[2] :
  - États-Unis : TV-MA

## Distribution
- William Hurt (VF : Gabriel Le Doze) : Henry Paulson
- Topher Grace (VF : Cédric Dumond) : Jim Wilkinson
- Paul Giamatti (VF : Gérard Darier) : Ben Bernanke
- Billy Crudup (VF : Fabrice Josso) : Timothy Geithner
- James Woods (VF : Hervé Bellon) : Richard Fuld
- John Heard (VF : Michel Prud'homme) : Joe Gregory
- Bill Pullman (VF : Renaud Marx) : Jamie Dimon
- Ajay Mehta : Vikram Pandit
- Tony Shalhoub (VF : Michel Papineschi) : John J. Mack
- Matthew Modine (VF : Philippe Vincent) : John Thain
- Tom Mason : Robert B. Willumstad
- Edward Asner (VF : Richard Leblond) : Warren Buffett
- Cynthia Nixon (VF : Marie-Frédérique Habert) : Michele Davis
- Ayad Akhtar (VF : Mathias Kozlowski) : Neel Kashkari
- Joey Slotnick (VF : Vincent Ropion) : Dan Jester
- Michael O'Keefe (VF : Vincent Violette) : Chris Flowers
- Amy Carlson (VF : Vanina Pradier) : Erin Callan
- Peter Hermann (VF : Éric Legrand) : Christopher Cox
- Laurence Lau (VF : Loïc Houdré) : Greg Fleming
- Kathy Baker : Wendy Paulson
- Maria Bartiromo (VF : Anne Broussard) : elle-même
- Fiona Choi (VF : Carole Gioan) : la journaliste
- Beatrice Miller : l'arrière-petite-fille de Warren Buffett

Source et légende : Version française (VF) sur RS Doublage